# Orodes I.

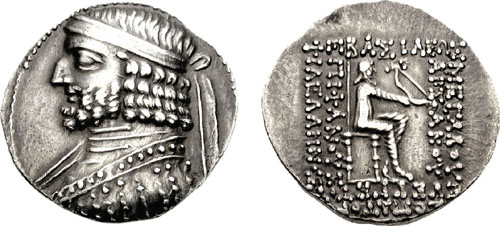
Münze des Orodes I.

Orodes I. war ein parthischer König aus der Arsakiden-Dynastie, der von etwa 81/80 v. Chr. bis 76/75 v. Chr. regierte. Es ist nur wenig aus dieser Epoche parthischer Geschichte überliefert, so dass die Umstände seiner Regierung kaum bekannt sind. Kenntnis von ihm hat man hauptsächlich von Münzen. Er könnte der Sohn Mithridates II. sein. Er ist nur aufgrund astronomischer Keilschrifttexte und Münzen nachweisbar, wird in den literarischen Quellen aber nicht weiter erwähnt.
In einem Bericht über die Sonnenfinsternis am 11. April 80 v. Chr. wird er als regierender »König der Könige« erwähnt.